# Amit Elor
Amit Elor (1 de enero de 2004) es una deportista estadounidense que compite en lucha libre.
Participó en los Juegos Olímpicos de París 2024, obteniendo una medalla de oro en la categoría de 68 kg. Ganó dos medallas de oro en el Campeonato Mundial de Lucha, en los años 2022 y 2023, ambas en la categoría de 72 kg.

## Palmarés internacional
| Juegos Olímpicos   | Juegos Olímpicos  | Juegos Olímpicos | Juegos Olímpicos |
| Año                | Lugar             | Medalla          | Categoría        |
| ------------------ | ----------------- | ---------------- | ---------------- |
| 2024               | París (Francia)   | Medalla de oro   | 68 kg            |
| Campeonato Mundial |                   |                  |                  |
| Año                | Lugar             | Medalla          | Categoría        |
| 2022               | Belgrado (Serbia) | Medalla de oro   | 72 kg            |
| 2023               | Belgrado (Serbia) | Medalla de oro   | 72 kg            |